# Wendlandia tinctoria
Wendlandia tinctoria là một loài thực vật có hoa trong họ Thiến thảo. Loài này được (Roxb.) DC. miêu tả khoa học đầu tiên năm 1830.